# Тиханкова, Анастасия Ивановна
Анастасия Ивановна Тиханкова (7.09.1930—18.05.1999) — советский работник сельского хозяйства, доярка совхоза «Победа» Альметьевского района Татарской АССР. Герой Социалистического Труда. 

## Биография
Родилась в 1932 году в пос. Холодный Ключ Альметьевского района Татарской АССР. В годы Великой Отечественной войны семья переехала в пос. Березовка этого же района. Здесь Анастасия Ивановна жила до конца жизни.
Свой трудовой путь Анастасия начала в годы войны — девочкой помогала взрослым в совхозе: разнорабочей, птичницей, свинаркой. Затем, с 1945 года ухаживала за телятами. В 1951 году руководство совхоза «Победа» предложило Тиханковой работать дояркой, как и её мать — Анна Яковлевна — которая тоже была животноводом. Анастасия была участницей социалистического соревнования доярок района, а по итогам выполнения семилетнего плана стала одной из лучших доярок республики, достигнув получения 4000 кг молока от каждой закрепленной коровы в год.
Указом Президиума Верховного Совета СССР от 8 апреля 1971 года за выдающиеся успехи, достигнутые в развитии сельскохозяйственного производства и выполнении пятилетнего плана продажи государству продуктов земледелия и животноводства Тиханкова Анастасия Ивановна удостоена звания Героя Социалистического Труда с вручением ордена Ленина и золотой медали «Серп и Молот».
А. И. Тиханкова занималась общественной деятельностью, избиралась депутатом Борискинского сельского и Альметьевского районного Советов, депутатом Верховного Совета Татарской АССР, была членом КПСС. После выхода на пенсию передавала свой опыт молодым животноводам.
Умерла в 1989 году в Елабуге.

## Награды
- Золотая медаль «Серп и Молот» (08.4.1971));
- орден Ленина (22.3.1966)
- орден Ленина (08.4.1971))
- орден Трудового Красного Знамени (07.3.1960)
- Медаль «В ознаменование 100-летия со дня рождения Владимира Ильича Ленина» (1970)
- Медаль «За трудовую доблесть»
- Медалями ВДНХ СССР
- и другими
- Отмечена дипломами и почётными грамотами.